# جو فلمنج
جو فلمنج (بالإنجليزية: Joe Fleming)‏ هو لاعب كرة القدم الكندية أمريكي، ولد في 5 ديسمبر 1971 في ويليسلي (ماساتشوستس) في الولايات المتحدة.